# Giuseppe Pitrè
Giuseppe Pitrè (ur. 22 grudnia 1841 w Palermo, zm. 10 kwietnia 1916 tamże) – włoski folklorysta, lekarz i senator na Sycylii. Uznawany za twórcę folkloru jako dziedziny naukowej; był również prekursorem historii medycyny.
Po służbie jako wolontariusz w 1860 r. w wojsku Garibaldiego i ukończeniu medycyny w 1866 r., poświęcił się studiowaniu literatury i napisał pierwsze prace naukowe dotyczące włoskiej kultury ludowej, będące zaczątkiem włoskich studiów etnograficznych. Założył studium „psychologii ludowej” na Sycylii, wykładając na Uniwersytecie w Palermo.
W latach 1871–1913 opracował Biblioteca delle tradizioni popolari siciliane (Biblioteka sycylijskich tradycji ludowych), zbiór ludowej kultury ustnej w dwudziestu pięciu tomach.
Jego Fiabe, novelle e racconti popolari siciliani (Sycylijskie bajki, opowieści i opowiadania ludowe) 1875, dokumentują bogate dziedzictwo folklorystyczne Sycylii. W 1880 r. Pitrè był współzałożycielem czasopisma poświęconego tradycjom ludowym Archivio per lo studio delle tradizioni popolari. W 1890 r. został honorowym członkiem Amerykańskiego Towarzystwa Folklorystycznego. W 1914 r. został senatorem. Jego dorobek upamiętnia Museo Antropologico Etnografico Siciliano w Palermo.